# Elina Schnizler
Elina Schnizler ist eine deutsche Kostümbildnerin und Direktorin der Kostümabteilung am Berliner Ensemble.

## Leben
Elina Schnizler wuchs in Nürtingen (Baden-Württemberg) auf und legte ihr Abitur am dortigen Hölderlin-Gymnasium ab. Sie absolvierte eine Schneiderlehre bei Beate Mössinger in Stuttgart und verbrachte zwei Auslandsjahre in Helsinki, Chicago und schließlich in Paris, wo sie in der Haute-Couture Schneiderei von Christian Dior arbeitete. Ab 1988 studierte sie Mode- und Kostümdesign bei Dirk von Bodisco an der Hochschule für Angewandte Wissenschaften HAW in Hamburg. Seit 1994 arbeitete sie als freischaffende Kostümbildnerin in Schauspiel, Oper und Film, u. a. mit Stephan Märki, K.D. Schmidt, Dedi Baron, Grazyna Kania, Tom Kühnel, Robert Schuster und über ein Jahrzehnt mit Hans Neuenfels. Ihr erstes Kostümbild am Ulmer Theater „Emmi Göring an der Seite ihres Mannes“ (UA 1994) war der Beginn einer dauerhaften Zusammenarbeit mit Oliver Reese, die sie am Maxim-Gorki-Theater und dem Deutschen Theater in Berlin, dem Düsseldorfer Schauspielhaus und dem Schauspielhaus Frankfurt fortsetzte. Als Reese 2017 zum Intendanten des Berliner Ensemble berufen wurde, verpflichtete er Elina Schnizler als Kostümdirektorin des Bertolt-Brecht-Theaters am Schiffbauer Damm.

## Werke
Auszug von kostümbildnerischen Werken von Elina Schnizler
| 2025 | Staatstheater Cottbus                    | KLEIDER MACHEN LEUTE (Alexander Zemlinsky)                  | Stephan Märki            |                                    |
| 2024 | Berliner Ensemble                        | DER NACKTE WAHNSINN (Michael Frayn)                         | Oliver Reese             |                                    |
| 2024 | Berliner Ensemble                        | ELLEN BABIC (Marius von Mayenburg)                          | Oliver Reese             |                                    |
| 2023 | Berliner Ensemble                        | FREMDER ALS DER MOND (Brecht/Eisler)                        | Oliver Reese             |                                    |
| 2022 | The Coronet Theatre London               | SARAH (Scott McClanahan)                                    | Oliver Reese             |                                    |
| 2022 | Berliner Ensemble                        | DER THEATERMACHER (Thomas Bernhard)                         | Oliver Reese             |                                    |
| 2022 | Berliner Ensemble                        | MEIN NAME SEI GANTENBEIN (Max Frisch)                       | Oliver Reese             |                                    |
| 2021 | Berliner Ensemble                        | SARAH (Scott McClanahan)                                    | Oliver Reese             |                                    |
| 2020 | Berliner Ensemble                        | GOTT (Ferdinand von Schirach)                               | Oliver Reese             |                                    |
| 2020 | Berliner Ensemble                        | UBU REX (Alfred Jarry)                                      | Stef Lernous             |                                    |
| 2019 | Berliner Ensemble                        | WHEELER (Tracy Letts)                                       | Oliver Reese             |                                    |
| 2018 | Berliner Ensemble                        | PANIKHERZ (Benjamin von Stuckrad-Barre)                     | Oliver Reese             |                                    |
| 2017 | Schauspiel Frankfurt                     | EINE FAMILIE (Tracy Letts)                                  | Oliver Reese             |                                    |
| 2016 | Theater Kiel                             | DIE ZEHN GEBOTE (Feridun Zaimoglu)                          | Dedi Baron               |                                    |
| 2016 | Theater in der Josefstadt Wien           | AUSLÖSCHUNG (Thomas Bernhard)                               | Oliver Reese             |                                    |
| 2015 | Oper Bern                                | LOHENGRIN (Richard Wagner)                                  | Stephan Märki            |                                    |
| 2015 | Schauspiel Frankfurt                     | DIE WIEDERVEREINIGUNG DER BEIDEN KOREAS (Joël Pommerat)     | Oliver Reese             |                                    |
| 2014 | Schauspiel Frankfurt                     | KUNST (Yasmina Reza)                                        | Oliver Reese             |                                    |
| 2013 | Oper Frankfurt                           | OEDIPE (George Enescu)                                      | Hans Neuenfels           |                                    |
| 2013 | Schauspiel Frankfurt                     | WILLE ZUR WAHRHEIT (nach Thomas Bernhard)                   | Oliver Reese             |                                    |
| 2013 | Theater St Gallen                        | DER FLIEGENDE HOLLÄNDER (Richard Wagner)                    | Alexander Nerlich        |                                    |
| 2013 | Festspiele Zürich                        | WIE ICH WELT WURDE (Hans Neuenfels)                         | Hans Neuenfels           |                                    |
| 2013 | Düsseldorfer Schauspielhaus              | WAHLVERWANDSCHAFTEN (nach J.W.Goethe)                       | Oliver Reese             |                                    |
| 2012 | Theater Kiel                             | HEDDA GABLER (Henrik Ibsen)                                 | Dedi Baron               |                                    |
| 2011 | Oper Frankfurt                           | PENTHESILEA (Othmar Schoeck)                                | Hans Neuenfels           |                                    |
| 2011 | Theater Kiel                             | BERNARDA ALBAS HAUS (Federico Garcia Lorca)                 | Dedi Baron               |                                    |
| 2011 | Schauspiel Frankfurt                     | DER NACKTE WAHNSINN (Michael Frayn)                         | Oliver Reese             |                                    |
| 2010 | Bayrische Staatsoper München             | MEDEA IN CORINTO (Giovanni Simone Mayer)                    | Hans Neuenfels           |                                    |
| 2009 | Schauspiel Frankfurt                     | PHÄDRA (Pierre Racine)                                      | Oliver Reese             |                                    |
| 2009 | Komische Oper Berlin                     | LEAR (Aribert Reimann)                                      | Hans Neuenfels           |                                    |
| 2009 | Schwetzinger Festspiele                  | PROSERPINA (Wolfgang Rihm)                                  | Hans Neuenfels           | Uraufführung                       |
| 2008 | Komische Oper Berlin                     | LA TRAVIATA (Giuseppe Verdi)                                | Hans Neuenfels           |                                    |
| 2008 | Deutsches Theater Berlin                 | RITTER, DENE, VOSS (Thomas Bernhard)                        | Oliver Reese             |                                    |
| 2007 | Düsseldorfer Schauspielhaus              | WARUM TANZT IHR NICHT? (nach Raymond Carver)                | Oliver Reese             |                                    |
| 2007 | Theater Basel                            | PENTHESILEA (Othmar Schoeck)                                | Hans Neuenfels           | 'Opernwelt': Aufführung d. J. 2008 |
| 2007 | Deutsches Theater Berlin                 | DER MANN OHNE EIGENSCHAFTEN (Robert Musil)                  | Oliver Reese             | Erstaufführung                     |
| 2007 | Münchner Volkstheater                    | BAAL (Bertolt Brecht)                                       | Hans Neuenfels           |                                    |
| 2007 | Schauspiel Köln                          | BERNARDA ALBAS HAUS (Federico Garcia Lorca)                 | Hans Neuenfels           |                                    |
| 2006 | Düsseldorfer Schauspielhaus              | TREULOSE (Ingmar Bergman)                                   | Oliver Reese             | Uraufführung                       |
| 2006 | Oldenburgisches Staatstheater            | WEITERLEBEN (Judith Herzberg)                               | K.D. Schmidt             |                                    |
| 2006 | Theater Kiel                             | ROMEO UND JULIA (Feridun Zaimoglu nach William Shakespeare) | Dedi Baron               |                                    |
| 2005 | Ruhrtriennale, Jahrhunderthalle Bochum   | SCHUMANN, SCHUBERT UND DER SCHNEE                           | Hans Neuenfels           | Uraufführung, Ko-P Komische Oper   |
| 2005 | Deutsches Theater Berlin                 | GOEBBELS (Oliver Reese)                                     | Oliver Reese             | Uraufführung                       |
| 2005 | Theater Heidelberg                       | NATHAN DER WEISE (Gotthold Ephraim Lessing)                 | K.D. Schmidt             |                                    |
| 2005 | Deutsches Nationaltheater Weimar         | KABALE UND LIEBE (Friedrich Schiller)                       | Grazyna Kania            |                                    |
| 2004 | Komische Oper Berlin                     | LADY MACBETH VON MSZENSK (Dmitri D. Schostakowitsch)        | Hans Neuenfels           |                                    |
| 2004 | Nationaltheater Mannheim                 | DIE SCHNECKE (Moritz Eggert)                                | Hans Neuenfels           | Uraufführung                       |
| 2004 | Schauspiel Köln                          | FREE (Simon Bowen)                                          | K. D. Schmidt            | Deutsche Erstaufführung            |
| 2003 | Schauspiel Köln                          | MIO MEIN MIO (Astrid Lindgren – Weihnachtsmärchen)          | K.D. Schmidt             |                                    |
| 2003 | Deutsches Theater Berlin                 | LOLITA (Vladimir Nabokov)                                   | Oliver Reese             | Uraufführung                       |
| 2003 | Deutsches Theater Berlin                 | OEDIPUS (Sophokles)                                         | Hans Neuenfels           |                                    |
| 2003 | Nationaltheater Mannheim                 | DAS LEBEN EIN TRAUM (Calderon de la Barca)                  | Tschirner/Weise          |                                    |
| 2003 | 54. Internationale Filmfestspiele Berlin | MITFAHRER (Perspektive Deutsches Kino)                      | Nicolai Albrecht         | Eröffnungsfilm                     |
| 2002 | Schauspiel Köln                          | SÜDEN (Julien Green)                                        | K.D. Schmidt             |                                    |
| 2002 | Nationaltheater Mannheim                 | DER MARQUIS VON KEITH (Frank Wedekind)                      | K.D. Schmidt             |                                    |
| 2002 | Nationaltheater Mannheim                 | IPHIGENIE IN AULIS (Soeren Voima nach Euripides)            | Tschirner/Weise          |                                    |
| 1999 | Schauspiel Frankfurt                     | FAUST I (Goethe)                                            | Kühnel / Schuster        |                                    |
| 1999 | Schauspiel Frankfurt                     | FAUST II (Goethe)                                           | Forsythe/Kühnel/Schuster |                                    |
| 1999 | Nieders. Staatstheater Hannover          | DER KRÜPPEL VON INISHMAAN (Martin Mc Donagh)                | K.D. Schmidt             |                                    |
| 1998 | Nieders. Staatstheater Hannover          | SCHÖNE BESCHERUNG (Alan Ayckbourn)                          | K.D. Schmidt             |                                    |
| 1998 | Maxim Gorki Theater Berlin               | EINZELGESPRÄCHE (Ingmar Bergman)                            | Oliver Reese             | Uraufführung                       |
| 1997 | Schauspiel Frankfurt                     | PEER GYNT (Henrik Ibsen)                                    | Kühnel / Schuster        |                                    |
| 1997 | Maxim Gorki Theater Berlin               | KALPAK (Vera Kissel)                                        | Oliver Reese             | Uraufführung                       |
| 1997 | Maxim Gorki Theater Berlin               | THE HOUSE OF YES (Wendy Mac Leod)                           | K.D. Schmidt             |                                    |
| 1996 | Nieders. Staatstheater Hannover          | IMMANUEL KANT (Thomas Bernhard)                             | Hartmut Wickert          |                                    |
| 1996 | Nieders. Staatstheater Hannover          | WEEKEND IM PARADIES (Arnold & Bach)                         | K.D. Schmidt             |                                    |
| 1995 | Maxim Gorki Theater Berlin               | EMMY GÖRING AN DER SEITE IHRES MANNES (Oliver Reese)        | Oliver Reese             | Berliner Fassung                   |
| 1995 | Nieders. Staatstheater Hannover          | TOD EINES HANDLUNGSREISENDEN (Arthur Miller)                | K.D. Schmidt             |                                    |
| 1995 | Nieders. Staatstheater Hannover          | SLAWEN (Tony Kushner)                                       | K.D. Schmidt             | Deutsche Erstaufführung            |
| 1994 | Maxim Gorki Theater Berlin               | AUS EINEM ANDEREN LEBEN (Peter Weiss)                       | Jochen Fölster           |                                    |
| 1994 | Maxim Gorki Theater Berlin               | LADIES IM HOTEL (Dorothy Parker)                            | Klaus Emmerich           |                                    |
| 1994 | Ulmer Theater                            | EMMY GÖRING AN DER SEITE IHRES MANNES (Oliver Reese)        | Oliver Reese             | Uraufführung                       |

## Lehre
Im Sommersemester 2016 unterrichtete Elina Schnizler das Fach Kostümdesign im Studiengang MoKoTex an der Hochschule für Angewandte Wissenschaften in Hamburg.